# ريفير (باد كاليه)
ريفير، باد كاليه (بالفرنسية: Rivière, Pas-de-Calais)‏ هي بلدية تقع في إقليم باد كاليه من منطقة نور با دو كاليه في شمال فرنسا. تبلغ مساحة هذه المدينة 11.9 (كم²)، وترتفع عن سطح البحر 107 م، يبلغ عدد سكانها 1151 نسمة حسب إحصاء المعهد الوطني للإحصاء والدراسات الاقتصادية سنة 2009 م. وترأس Jean-Claude Desailly البلدية خلال فترة (2008-2014).